# Raidel Romero Poey
Raidel Romero Poey (ur. 20 lutego 1982 w Hawanie) – kubański siatkarz, były reprezentant Kuby, przyjmujący. W 2007 r. uciekł razem z Yasserem Portuondo ze zgrupowania reprezentacji Kuby w Bułgarii i otrzymał azyl polityczny. Po odbyciu dwuletniej karencji wrócił do gry w siatkówkę. Od sezonu 2019/2020 występuje we włoskiej drużynie Pool Libertas Cantù.

## Sukcesy klubowe
Puchar Czarnogóry:
- 2012

Mistrzostwo Czarnogóry:
- 2012

## Sukcesy reprezentacyjne
Puchar Ameryki:
- 2005

Mistrzostwa Ameryki Północnej, Środkowej i Karaibów:
- 2005

## Nagrody indywidualne
- 2005: MVP Mistrzostwa Ameryki Północnej, Środkowej i Karaibów